# أوبيرهوفين سور مودير
أوبيرهوفين سور مودير (بالفرنسية: Oberhoffen-sur-Moder) هي بلدية تقع في إقليم الراين الأسفل من منطقة ألزاس في شمال شرق فرنسا. تبلغ مساحة هذه المدينة 14.25 (كم²)، يبلغ عدد سكانها 3137 نسمة حسب إحصاء المعهد الوطني للإحصاء والدراسات الاقتصادية سنة 2009 م. وترأس Pierre Schuster البلدية خلال فترة (2001 - 2008).

## أعلام
- تشارلز ميلر

## وصلات خارجية
- صفحة البلدية على موقع المعهد الوطني للإحصاء والدراسات الاقتصادية (بالفرنسية)